# Tôn Diệu Kỳ
Tôn Diệu Kỳ (sinh ngày 29 tháng 3 năm 1987) là diễn viên, MC, người mẫu Trung Quốc .

## Tiểu sử
Tháng 9 năm 2004, Tôn Diệu Kỳ với màn trình diễn nổi bật tại cuộc thi New Silk Road do Đại học Hồ Nam tổ chức giành Giải nhất hạng mục Người Mẫu chuyên nghiệp khu vực Thành phố Trường Sa và Top 10 Người Mẫu, và Người Mẫu Ăn Ảnh Nhất ,....2005 giành giải Quán quân Mỹ Lực do báo"Tam Tương Đô thị" bình chọn; cùng năm đóng phim truyền hình Cả nhà cùng tiến vai Hiểu Vy . Năm 2006 Tôn Diệu Kỳ được chọn tham gia chương trình "Happy buy" và "Thanksgiving Angel" do đài truyền hình Hồ Nam tổ chức và bắt đầu cùng MC Hà Cảnh dẫn chương trình. 2011 trong Tân Hoàn Châu Cách Cách cô vào vai Kim Toả. Tháng 8 năm 2013 vào vai Lưu Li trong Ngã vi cung cuồng. Trong Tuỳ Đường anh hùng 4 với vai Phàn Lê Hoa, Diệu Kỳ được khán giả công nhận, Tân Thần điêu đại hiệp cô thủ vai Lục Vô Song .
Năm 2016 Tôn Diệu Kỳ tham gia chương trình truyền hình thực tế Năm thứ nhất: Mùa tốt nghiệp .

## Phim
| Năm  | Tên                                | Tên tiếng Trung    | Vai      | Ghi chú |
| ---- | ---------------------------------- | ------------------ | -------- | ------- |
| 2012 | Đại tiếu giang hồ 2                | 大笑江湖2          |          |         |
| 2016 | Cung hỷ phát tài trước khi nói yêu | 恭喜发财之谈钱说爱 | Vu Dương |         |
| 2021 | Tình yếu không chính thức          | 非正式爱情         | Ngải Gia |         |

| Năm  | Tên                                                                     | Vai                               | Ghi Chú         |
| ---- | ----------------------------------------------------------------------- | --------------------------------- | --------------- |
| 2005 | Cả nhà cùng tiến 一家老小向前冲                                         | Hiểu Vy                           |                 |
| 2008 | Hảo hán Nhất La Khuông 好汉一箩筐                                       | Xuyên Bối Cách Cách               |                 |
| 2009 | Gái xấu vô địch 2 丑女无敌第二季                                        | cô giáo của Tiểu Vũ               |                 |
| 2011 | Tân Hoàn Châu cách cách 新还珠格格                                      | Kim Tỏa                           |                 |
| 2011 | Quái hiệp Âu Dương Đức 怪侠欧阳德                                       | Phỉ Thuý Cách Cách                |                 |
| 2012 | Thái Bình công chúa bí sử 太平公主秘史                                  | Thượng Quan Uyển Nhi              |                 |
| 2012 | Ngải Mễ cố lên 艾米加油                                                 | Ngải Mễ                           |                 |
| 2012 | Tuỳ Đường anh hùng 隋唐英雄                                             | Như Ý Công Chúa                   |                 |
| 2013 | Ngã vi cung cuồng 我为宫狂                                              | Lưu Li                            | Phim Mạng       |
| 2013 | Võ Tòng 武松                                                            | Phan Kim Liên                     |                 |
| 2013 | Đông Bắc tiễu phỉ ký 东北剿匪记                                         | Đà Nương                          |                 |
| 2013 | Võ Đài Sơn Kháng Nhật Truyền Kỳ: Hoà Thượng Liên 五台山抗日传奇之和尚连 | Tiểu Mạn                          |                 |
| 2014 | Tuỳ Đường anh hùng 3 隋唐英雄3                                          | Phàn Lê Hoa                       |                 |
| 2014 | Tuỳ Đường anh hùng 4 隋唐英雄4                                          | Phàn Lê Hoa                       |                 |
| 2014 | Thiếu Niên Thần Thám Địch Nhân Kiệt 少年神探狄仁杰                      | Ngô Thiên Thiên                   | Khách mời       |
| 2014 | Tiền truyện thần y Đại Đạo Công 神医大道公前传                          | Vô Huyền Công Chúa / Bào Đại Ngân |                 |
| 2014 | Truyền kỳ về vị hoáng đế cuối cùng 末代皇帝传奇                         | Đức Ninh Cách Cách                |                 |
| 2014 | Tân Thần điêu đại hiệp 神雕侠侣                                         | Lục Vô Song                       |                 |
| 2015 | Thần y truyền kỳ 神医传奇                                               | Cát Đinh Hương                    |                 |
| 2015 | Tuỳ Đường anh hùng 5 隋唐英雄之薛刚反唐                                 | Cửu Hoàn Công Chúa                |                 |
| 2015 | Tam giá kỳ duyên 上错花轿之三嫁奇缘                                     | Lâm Thiên Tố                      |                 |
| 2015 | Đạo mộ bút ký 盗墓笔记                                                  | Trần Thừa Trừng                   |                 |
| 2015 | Tình yêu là tất cả 婚姻攻防战之爱要付出                                 | Tiêu Hiểu                         | Khách mời       |
| 2016 | Tiên Kiếm Kỳ Hiệp 5: Vân Chi Phàm 仙剑云之凡                            | Hoành Loan Loan                   |                 |
| 2016 | Lục Phiến Môn 六扇门                                                    | Tào Ý Ân                          |                 |
|      | Quần Anh Hội 群英会                                                     | Liên Cầm Như                      |                 |
|      | Cảnh Sát Vinh dự 警察荣誉                                               | Triển Lâm Lâm                     |                 |
|      | Nữ giáo viên xinh đẹp 2 我的美女老师第二季                              | Tô Phi                            | Web drama,cameo |
| 2019 | Thanh Cốc Tử 青谷子                                                     | Phương Cách                       | Quay năm 2015   |
| 2019 | Đại Minh phong hoa 大明风华                                             | Song Hỉ                           |                 |
| 2020 | Quần anh hội 群英会                                                     | Liên Cẩm Như                      | Quay năm 2015   |
| 2023 | Diệu thủ 妙手                                                           | Ngô Nhược Lam                     | Web drama       |

## MC
| Năm  | Chương Trình                                  | Ghi Chú                           |
| ---- | --------------------------------------------- | --------------------------------- |
| 2007 | Happy Buy                                     | Lifetime of Thanksgiving          |
| 2008 | Happy Buy                                     | Happy good heart                  |
| 2008 | Happy Buy                                     | Minh Tinh Tư Tàng Phấn Ti Cấu     |
| 2008 | Đài truyền hình Kinh Môn (Jingmen TV Station) | Tuyển chọn người dẫn chương trình |
| 2009 | Côn Minh kiến diện hội                        | Xấu xí vô địch                    |
| 2009 | Happy Buy                                     | Khoái lạc Diệu Trí Đáo            |
| 2009 | Hàng Châu kiến diện hội                       | Xấu xí vô địch                    |

## Hoạt động xã hội
Ngày 15 tháng 8 năm 2012, Tôn Diệu Kỳ cùng với Ban Kiệt Minh, Vương Kim Đạc tham gia thử thách leo núi.
Năm 2013, Tôn Diệu Kỳ được đài Hồ Nam mời tham gia trao thưởng tại Lễ hội Hóa Trang Nhất Sinh Nhất Thế.
Ngày 28 tháng 6 năm 2016, Tôn Diệu Kỳ được mời tham gia WABC & People Charity Night.

## Giải thưởng
New Silk Road Model Contest
2004 Top 10 người mẫu
2004 Giải nhất hạng mục người mẫu chuyên nghiệp khu vực Thành phố Trường Sa
2004 Người mẫu ăn ảnh nhất